# خالد سامي
خالد سامي (4 ديسمبر 1961 - 21 أكتوبر 2022)، ممثل ومؤدي صوت سعودي.

## الحياة الشخصية
ولد خالد حمد الدسيماني بمدينة بريدة في منطقة القصيم، وبدأ مشواره الفني في أواخر السبعينات من القرن الماضي ويعتبر من الجيل الثاني من جمعية الثقافة والفنون، تعرف على الممثل محمد الكنهل الذي أخرج له إحدى المسرحيات في جمعية الثقافة والفنون وكانت بدايته كممثل مسرحي، وأول عمل له والذي ظهر فيه كممثل وعرفه الناس من بعد ذلك هو برنامج أوراق ملونة وبرنامج من كل بستان زهرة الذي كان يقدم كل يوم موضوعا منفردًا، وقدم خلال مسيرته العديد من الأعمال السعودية والخليجية، كما كان له مشاركة جيدة بالأعمال العربية المشتركة حيث عمل في بداياته بالمسلسلات البدوية السورية وأيضًا شارك بأعمال مصرية واستطاع إتقان اللهجة المصرية، ومن أعماله أمام فردوس عبد الحميد مسلسل النوة.

### تعليمه
على الصعيد الأكاديمي حمل شهادة الماجستير في الإخراج من جامعة كولورادو بالولايات المتحدة.

### حياته الأسرية
تزوّج من عائدة العتيبي ولهما من الأولاد تركي وفيصل.

## أعماله الفنية

### المسلسلات
- شفتة الحرة.
- 1985: الجوهرة والصياد.
- 1985: عودة عصويد.
- 1985: إليكم مع التحية.
- 1985: بوابة المتولي.
- 1986: ذئب السيسبان.
- 1987: حارة السكري.
- 1989: عيون ترقب الزمن.
- 1989: بنات زينب.
- 1990: الرحيل.
- 1991: النوة.
- 1992: الخروج من الدائرة.
- 1992: وبالوالدين إحسانا.
- 1993: أهل الطريق.
- 1993: سور مجرى العيون.
- 1994: الدنيا حظوظ: لا للزوجات.
- 1995: أمثال ولكن.
- 1997: الحاسة السادسة.
- 1998: عائلة أبو رويشد.
- 1998: طاش ما طاش 6.
- 2000: طاش ما طاش 8.
- 2000: أساطير شعبية.
- 2000: الديرة نت.
- 2002: أبو رش رش.
- 2002: طاش ما طاش 10.
- 2004: أبو العصافير.
- 2006: بيوت نادمة.
- 2006: طاش ما طاش 14.
- 2007: طاش ما طاش 15.
- 2008: عرب لندن.
- 2008: محسن الهزاني أمير الحب والحرب (ضيف شرف).
- 2009: عماكور.
- 2009: جاري يا حمودة (ضيف شرف).
- 2009: الساكنات في قلوبنا.
- 2009: ابن الأرندلي.
- 2009: أغراب.
- 2009: تعب الليالي.
- 2009: وراك وراك.
- 2010: طاش ما طاش 18.
- 2010: الشبح.
- 2012: هشتقه.
- 2012: كلام الناس.
- 2012: حال وحال.
- 2013: عائلة الدكتور سعود.
- 2014: ديليفري.
- 2015: سيلفي.
- 2015: شباب البومب 4 (ضيف شرف).
- 2016: شباب البومب 5 (ضيف شرف).
- 2016: شد بلد.
- 2017: شباب البومب 6 (ضيف شرف).
- 2018: شباب البومب 7.
- 2019: شباب البومب 8.

### البرامج
- أوراق ملونة.
- 1985: من كل بستان زهرة.
- 2012: واي فاي.
- 2013: واي فاي 2.

### المسرحيات
- المعتصم.
- 1968: محاكمة الحطيئة.
- 1984: أستاذ مكرر.
- 1985: تحت الكراسي.
- 1985: المهابيل.
- 1986: أحلام سلوم.
- 1987: عويس التاسع عشر.
- 2010: بابا سامحني.

### الأفلام
- كازا يا عيال.
- 1988: عقاب وشيهانة.
- 2006: كيف الحال.
- 2018: وجوه محرمة.

### الدبلجة
- 1987: الهداف (الكابتن علاء).
- 1990: ليدي ليدي (آرثر).

## الجوائز والتكريم
- 2010:  السعودية - كُرم في مهرجان الكوميديا الدولي في أبها.[9]
- 2016:  مصر - كُرم في مهرجان همسة للآداب والفنون كسفير للفن السعودي في الوطن العربي.[10]

## جدل
تعرض لموجة نقد عنيفة إثر اتهامه بتقليد الداعية محمد العريفي واستهزائه بالإسلام ونفى أن تكون الشخصية المقلدة في برنامج واي فاي 2 لمحمد العريفي، وإنما هي تقليد للعلماء المسلمين عامة الذين يسلكون مسلكًا متشددًا.

## مرضه
تعرض لتدهور مستمر في حالته الصحية منذ عام 2019 بسبب إصابته بمرض الكبد وحاجته لإجراء الغسيل الكلوي بشكل مستمر، وفي مايو 2020 احتاج لإجراء جراحة ضرورية لكن ظروف الغلق وانتشار فيروس كورونا حالت دون ذلك، ودخل العناية المركزة عدة مرات بسبب تدهور حالته، وأصيب بغيبوبة وبعد إفاقته منها تعرض لإجراءات صحية لمساعدته على تنشيط الذاكرة. وعانى خالد سامي بشكل عام من أضرار إصابة الكبد التي لازمته منذ فترة طويلة، والتي يترتب عليها صعوبة التنفس والتشنجات وغسيل الكلى.
شائعة وفاته
انتشرت يوم الثلاثاء 24 يناير 2022 شائعة عن وفاته عبر مواقع التواصل الاجتماعي وجرى تداولها على نطاق واسع، لكن ما لبث أن نفى ابنه «تركي» ذلك مهددًا بملاحقة ناشري الخبر الكاذب.

## وفاته
توفي خالد سامي يوم الجمعة 25 ربيع الأول 1444هـ الموافق 21 أكتوبر 2022، بعد معاناة طويلة مع مرض بالكبد لازمه لفترة طويلة وترتب عنه صعوبة في التنفس وتشنجات وخضوعه لجلسات غسيل الكلى.

## وصلات خارجية
- خالد سامي على موقع IMDb (الإنجليزية)
- خالد سامي على موقع قاعدة بيانات الأفلام العربية